# Campionat d'escacs dels Estats Units
El Campionat d'escacs dels Estats Units és una competició d'escacs que se celebra per determinar el campió nacional dels Estats Units. L'esdeveniment, al qual actualment s'hi accedeix mitjançant invitació, ha anat variant d'estructura al llarg dels anys. Des de 1936, s'havia celebrat sota els auspicis de la Federació d'Escacs dels Estats Units. Fins al 1999, el torneig era un round robin (amb diferent nombre de jugadors en cada edició). Entre 1999 i 2006, el campionat fou esponsoritzat i organitzat per la Seattle Chess Foundation (més tard sota el nom d'America's Foundation for Chess) com un gran torneig obert per sistema suís. Aquesta entitat va retirar el seu suport el 2007. Els torneigs de 2007 i 2008 es van celebrar (també per sistema suís) a Stillwater (Oklahoma). El torneig de 2009 es va celebrar al Club d'escacs de Saint Louis, a Saint Louis.

## Campions per aclamació 1845-1889
| Any       | Campió                 | Notes                                            |
| --------- | ---------------------- | ------------------------------------------------ |
| 1845-1857 | Charles Stanley        | Va vèncer Eugène Rousseau en un matx el 1845     |
| 1857-1871 | Paul Morphy            | Guanyà el primer American Chess Congress el 1857 |
| 1871-1889 | George Henry Mackenzie | Guanyà el 2n, 3r i 5è American Chess Congress    |

## Campions per matx 1889-1935
S. Lipschütz és reconegut com el primer Campió dels Estats Units en aquest període, atès que fou l'estatunidenc que va fer més punts al 6è American Chess Congress, a Nova York 1889.
Els següents campions fins al 1909 es decidiren després de matxs pel títol.
- 1889 - 1890 S. Lipschütz
- 1890 Jackson Showalter
- 1890 - 1892 Max Judd
- 1892 Jackson Showalter
- 1892 - 1893 S. Lipschütz
- 1893 - 1894 Jackson Showalter
- 1894 - 1895 Albert Hodges
- 1895 - 1896 Jackson Showalter
- 1897 - 1906 Harry Nelson Pillsbury
- 1906 - 1909 Jackson Showalter
- 1909 - 1935 Frank James Marshall

## Campions per torneig 1936-actualitat
| #  | Any    | Campió                                                  | Notes |
| -- | ------ | ------------------------------------------------------- | --- |
| 1  | 1936   | Samuel Reshevsky                                        | [1] |
| 2  | 1938   | Samuel Reshevsky                                        | |
| 3  | 1940   | Samuel Reshevsky                                        | [2] |
| -  | 1941   | Samuel Reshevsky                                        | victòria en matx contra I.A. Horowitz |
| 4  | 1942   | Samuel Reshevsky                                        | Un error d'arbitratge del director del torneig va permetre que en Reshevsky pogués empatar al primer lloc amb Isaac Kashdan.[3] Reshevsky va guanyar un matx de play-off contra Kashdan 6 mesos després.[4] |
| 5  | 1944   | Arnold Denker                                           | [5] |
| -  | 1946   | Arnold Denker                                           | Victòria en matx contra Herman Steiner |
| 6  | 1946   | Samuel Reshevsky                                        | [6][7] |
| 7  | 1948   | Herman Steiner                                          | [8][9] |
| 8  | 1951   | Larry Evans                                             | |
| -  | 1952   | Larry Evans                                             | Victòria en matx contra Herman Steiner |
| 9  | 1954   | Arthur Bisguier                                         | |
| -  | 1957   | Samuel Reshevsky                                        | Victòria en matx contra Arthur Bisguier |
| 10 | 1957/8 | Bobby Fischer                                           | Als 14 anys, el campió més jove de la història |
| 11 | 1958/9 | Bobby Fischer                                           | |
| 12 | 1959/0 | Bobby Fischer                                           | |
| 13 | 1960/1 | Bobby Fischer                                           | |
| 14 | 1961/2 | Larry Evans                                             | |
| 15 | 1962/3 | Bobby Fischer                                           | Fischer va fer una puntuació d'11/11, un dels més brillants resultats en la història dels escacs. |
| 16 | 1963/4 | Bobby Fischer                                           | |
| 17 | 1965/6 | Bobby Fischer                                           | |
| 18 | 1966/7 | Bobby Fischer                                           | Rècord absolut de vuit victòries (de vuit participacions) |
| 19 | 1968   | Larry Evans                                             | |
| 20 | 1969   | Samuel Reshevsky                                        | |
| 21 | 1972   | Robert Byrne                                            | Després d'un play-off, 9 mesos després, contra Samuel Reshevsky i Lubomir Kavalek |
| 22 | 1973   | Lubomir Kavalek John Grefe                              | |
| 23 | 1974   | Walter Browne                                           | |
| 24 | 1975   | Walter Browne                                           | |
| 25 | 1977   | Walter Browne                                           | |
| 26 | 1978   | Lubomir Kavalek                                         | |
| 27 | 1980   | Walter Browne Larry Christiansen Larry Evans            | |
| 28 | 1981   | Walter Browne Yasser Seirawan                           | |
| 29 | 1983   | Walter Browne Larry Christiansen Roman Dzindzichashvili | |
| 30 | 1984   | Lev Alburt                                              | |
| 31 | 1985   | Lev Alburt                                              | |
| 32 | 1986   | Yasser Seirawan                                         | |
| 33 | 1987   | Joel Benjamin Nick de Firmian                           | |
| 34 | 1988   | Michael Wilder                                          | |
| 35 | 1989   | Roman Dzindzichashvili Stuart Rachels Yasser Seirawan   | |
| 36 | 1990   | Lev Alburt                                              | Torneig per K.O. |
| 37 | 1991   | Gata Kamsky                                             | Torneig per K.O. |
| 38 | 1992   | Patrick Wolff                                           | |
| 39 | 1993   | Alexander Shabalov Alex Yermolinsky                     | |
| 40 | 1994   | Boris Gulko                                             | L'única persona que ha guanyat el campionat nacional dels Estats Units i el Campionat soviètic |
| 41 | 1995   | Nick de Firmian Patrick Wolff Alexander Ivanov          | |
| 42 | 1996   | Alex Yermolinsky                                        | |
| 43 | 1997   | Joel Benjamin                                           | |
| 44 | 1998   | Nick de Firmian                                         | |
| 45 | 1999   | Boris Gulko                                             | |
| 46 | 2000   | Joel Benjamin Alexander Shabalov Yasser Seirawan        | |
| 47 | 2002   | Larry Christiansen                                      | |
| 48 | 2003   | Alexander Shabalov                                      | |
| 49 | 2005   | Hikaru Nakamura                                         | El torneig es va jugar el 2004, però s'anomena Campionat de 2005, per raons legals |
| 50 | 2006   | Alexander Onischuk                                      | |
| 51 | 2007   | Alexander Shabalov                                      | |
| 52 | 2008   | Yury Shulman                                            | |
| 53 | 2009   | Hikaru Nakamura                                         | |
| 54 | 2010   | Gata Kamsky                                             | Kamsky va guanyar el play-off de desempat contra Yury Shulman |
| 55 | 2011   | Gata Kamsky[10]                                         | |
| 56 | 2012   | Hikaru Nakamura                                         | |
| 57 | 2013   | Gata Kamsky                                             | Kamsky va guanyar un desempat per Armageddon contra Alejandro Ramírez |
| 58 | 2014   | Gata Kamsky                                             | Kamsky va guanyar un matx a ràpides contra Varuzhan Akobian després que Akobian es classifiqués vencent Aleksandr Lenderman en un desempat per Armageddon                                                   |
| 59 | 2015   | Hikaru Nakamura[11][12]                                 | |
| 60 | 2016   | Fabiano Caruana[13]                                     | |
| 61 | 2017   | Wesley So[14]                                           | Wesley So guanyà als playoff de ràpides contra Alexander Onischuk |
| 62 | 2018   | Samuel Shankland[15]                                    | |
| 63 | 2019   | Hikaru Nakamura[16]                                     | |
| 64 | 2020   | Wesley So (2)                                           | Torneig celebrat en línia a Lichess degut a la pandèmia de COVID-19. |
| 65 | 2021   | Wesley So (3)                                           | So va guanyar un play-off a ràpides contra Fabiano Caruana i Samuel Sevian |
| 66 | 2022   | Fabiano Caruana (2)                                     | |
| 67 | 2023   | Fabiano Caruana                                         | |

## Campions d'escacs per correspondència dels Estats Units
1. Anthony Cayford (1974-1976)
2. Eugene Martinovsky (1976-1978)
3. Victor Contoski (1978-1980)
4. Curtis Carlson (1980-1982)
5. Paul Fielding - Kiven Plesset (1983-1985)
6. Robert Reynolds (1985-1987)
7. David Taylor (1987-1990)
8. Marc Lonof - Eugene Martinovsky (1990-1993)
9. Stephen Jones (1991-1993)
10. Jon Edwards (1993-1997)
11. Stephen Jones - Timothy Murray - Robin Smith (1995-1998)
12. Craig Jones - Konstantin Dolgitser (1997-2000)
13. Robin Smith (1999-2002)
14. Randy Schmidt (2002-2005)[17]
15. Edward Duliba (2003-2006)[18]
16. Lawrence Coplin - Thomas Biedermann (2007-2010)[19]
17. Edward Duliba (2008-2010)[20]
18. John Ballow (2009-2011)[21]
19. Wolff Morrow (2012-2014)[22]
20. Grayling Hill (2014-2015)[23]
21. Oliver Koo (2018-2021)[24]
22. Kenneth Reinhardt (2020-2022)[25]
23. Robert Cousins - Thomas Biedermann (2022-2023)[26]